# Jan Łukasiewicz
Jan Łukasiewicz (Lemberg, 1878. december 21. – Dublin, 1956. február 13.) lengyel matematikus, logikus és filozófus, a Varsói Egyetem egykori rektora, a varsói és a lwówi matematikai iskolák meghatározó alakja.

## Életrajz
Római katolikus vallású, lengyel értelmiségi családban született. Apja, Paweł Łukasiewicz katonatiszt volt az Osztrák–Magyar Monarchia hadseregében, anyja, Leopoldina Holtzer egy hivatalnok lánya volt. Egyedüli gyermek volt, anyai ágon báró Kövess Hermann magyar katonatiszt rokona.
Középiskoláját a Lwówi I. Gimnáziumban végezte, majd 1897-től a Lwówi Egyetemen (lengyelül: Uniwersytet Lwowski) filozófiát és matematikát hallgatott Kazimierz Twardowski tanítványaként. Hallgatóként az Akadémiai Olvasóterem (Czytelnia Akademicka) filozófia körének titkára és elnöke volt. 1902. szeptember 15-én „sub summis auspiciis imperatoris” kitüntetéssel doktorált, I. Ferenc József gyémántokkal díszített gyűrűt adományozott neki. Ez volt az első ilyen kitüntetés az egyetem történetében.
1902-tól 1905-ig magántanár volt és az egyetemi könyvtárban dolgozott. Közben ösztöndíjjal Berlinben és a belga Louvainban tanult. 1906-ban habilitált a Lwówi Egyetemen, ahol egyetemi tanári kinevezést kapott és az első világháború kitöréséig tanított. 1915-ben a Varsói Egyetemen nyert professzori kinevezést.
1918-ban a vallásügyi és oktatási minisztérium felsőoktatásért felelős osztálya vezetője volt és részt vett a világháborút lezáró tárgyalásokban. 1919 és 1920 folyamán a vallásügyi és oktatási miniszteri tisztséget is betöltötte Ignacy Paderewski kormányában.
1922-1923 és 1931-1932 között a Varsói Egyetem rektora volt, közben a lwówi és a varsói egyetem professzoraként működött a lengyel matematikai iskolák meghatározó alakjaként. 1928-ban feleségül vette Regina Barwińskát. 1939-ben a néhai Józef Piłsudski politikáját követő, nemzeti egységre törekvő keresztény-nemzeti lista jelöltjeként városi tanácsosi tisztséget szerzett Lwówban.
Lengyelország német megszállása idején az illegálisan működő, földalatti varsói egyetemen tanított. Lakása a harcok folyamán megsemmisült. Ekkor feleségével Svájcba akart települni, de a német hatóságoktól nem kapott rá engedélyt. 1944-ben Heinrich Scholz matematikus közbenjárására hozzájárultak, hogy elhagyják Németországot, és a háború utolsó napjait Münsterben töltötték, ahol az ottani egyetemen még 1938 tiszteletbeli doktori címet kapott. Száműzetése idején alapítója lett a Külföldön Működő Lengyel Tudományos Társaságnak (Polskie Towarzystwo Naukowe na Obczyźnie).
A második világháború után Belgiumba, majd Írországba emigrált, 1946-tól a Dublini Egyetem tanára volt. 1953-ban önéletrajzi könyvet adott ki.
Logikai és filozófiai munkája mellett legjelentősebb eredménye a számítástechnikában alkalmazott ún. fordított lengyel jelölés.

## Fordítás
- Ez a szócikk részben vagy egészben a Jan Łukasiewicz című lengyel Wikipédia-szócikk ezen változatának fordításán alapul.  Az eredeti cikk szerkesztőit annak laptörténete sorolja fel. Ez a jelzés csupán a megfogalmazás eredetét és a szerzői jogokat jelzi, nem szolgál a cikkben szereplő információk forrásmegjelöléseként.
- Ez a szócikk részben vagy egészben a Jan Łukasiewicz című angol Wikipédia-szócikk ezen változatának fordításán alapul.  Az eredeti cikk szerkesztőit annak laptörténete sorolja fel. Ez a jelzés csupán a megfogalmazás eredetét és a szerzői jogokat jelzi, nem szolgál a cikkben szereplő információk forrásmegjelöléseként.